# Krisse Salminen
Krisse Salminen (* 28. Mai 1976 in Hollola, eigentlich Heidi Kristiina Salminen) ist eine finnische Stand-up-Komikerin und Talkshow-Moderatorin. Sie verkörpert häufig eine mädchenhafte „Krisse“.

## Leben
Sie ist die Tochter des Gameshow-Moderators Reijo Salminen. Ab 2001 hatte sie erste Auftritte als Stand-up-Komikerin. Von 2003 bis 2007 hatte sie ihre eigene Krisse Show beim Privatsender Nelonen als humoristische Talkshow. In den Jahren 2004, 2005 und 2006 wurde sie mit dem Telvis-Preis als beste TV-Darstellerin geehrt. Sie war beim Eurovision Song Contest 2007 in Helsinki die Gastmoderatorin.
Es folgten eine Reihe von Auftritten in Comedy-Serien und Filmen. 2012 war sie Gewinnerin der Tanzshow Tanssii tähtien kanssa, der finnischen Version von Let’s Dance.

## Filmografie (Auswahl)
- 2014–2017: Siskonpeti (Fernsehserie, 31 Folgen)
- 2017: Heinähattu, Vilttitossu ja Rubensin veljekset
- 2020: Keihäsmatkat (Fernsehserie, 6 Folgen)
- 2022–2023: Rakkaat Lapset (Fernsehserie, 8 Folgen)